# 峰阳镇
峰阳镇，是中华人民共和国陕西省咸陽市乾县下辖的一个乡镇级行政单位。

## 行政区划
峰阳镇下辖以下地区：
薛家村、豆村、孔头村、东胡村、西胡村、刘家村、吴家村、杨家村、云村、夹嘴村、峰西村和峰东村。